# Жерминал Чивиков
Жерминал Панайотов Чивиков е български литературовед, писател, журналист и преводач. Син е на анархиста Панайот Чивиков.

## Биография
Жерминал Чивиков е роден в Русе през 1945 г. в семейството на майка австрийка и баща активен анархист. Следва германистика в Софийския държавен университет. Като студент в София през 1969 г. е арестуван и осъден на три години затвор за участие в нелегална група, разпространявала позиви с „клеветнически твърдения срещу народната власт“. Присъдата си излежава първо във Врачанския, а после в Старозагорския затвор. След това работи в завод „Найден Киров“ в Русе като общ работник.
Емигрира в Холандия през 1975 г., за да се събере със съпругата си Илзе, с която сключва брак в Русе през 1973 г., а след това две години живеят разделени от политическата система. През 1980 г. завършва германистика и славистика в Лайденския университет и преподава в същия университет съвременна немска литература и литературознание. През 1984 г. там защитава дисертация на тема „Интерпретативни проблеми на модерната лирика с илюстрация от поезията на Паул Целан“.
През 1988 г. постъпва в българската редакция на радио „Дойче Веле“, където остава до пенсионирането си през 2005 година. Живее в Хага.
От 1990 г. сътрудничи редовно на в. „Култура“. Сред дискусиите, които предизвиква, е и около българския превод на поезията на Целан.
Автор е на много статии върху процеса срещу сръбския президент Слободан Милошевич, които публикува от 2002 г. в холандски, германски и български вестници. Пише книга и прави трисериен документален филм за холандската телевизия с режисьор Йос де Пютер (2004).

## Издания

### Книги
- Чивиков, Жерминал. Делото Милошевич. Бележки на наблюдателя.   София, Култура, 2007. ISBN 9789549992014. с. 359.
- Чивиков, Жерминал. Наблюдение и разработка. Художествената проза на Държавна сигурност.   София, Фама, 2008. ISBN 9789545973208. с. 232.
- Чивиков, Жерминал. Конспиратори.   София, Фама, 2010. ISBN 9789545973819. с. 176.

### Преводи
- Раймонд Детрез. Криволици на мисълта.   София, ЛИК, 2001. ISBN 9546074543. с. 240.

- Раймонд Детрез, Криволици на мисълта. София: ЛИК, 2001. ISBN 954-607-454-3